# Zygorhiza
Zygorhiza — вимерлий рід ранніх китів базилозаврид, відомий з пізнього еоцену (пріабон, 38–34 млн років) Луїзіани, Алабама та Міссісіпі, США, а також бартонського періоду (43–37 млн років на Геологічній шкалі Нової Зеландії) до пізнього еоцену Нової Зеландії (від 43 до 33.9 мільйонів років тому). Зразки, повідомлені з Європи, вважаються Dorudontinae incertae sedis.
Zygorhiza kochii, поряд з Basilosaurus під позначенням «доісторичні кити», є скам'янілістю штату Міссісіпі.

## Анатопія
Як і інші дорундонтини, Зигоріза мав тіло, подібне до сучасних китоподібних, з ластоподібними передніми кінцівками, рудиментарними задніми кінцівками, хребетним стовпом, пристосованим для коливального плавання, і хвостовим пливцем.
Марино та ін. у 2000 році маса тіла дорослої особини Zygorhiza становить 3351 кг, виходячи з довжини тіла 520 см. Використовуючи КТ, вони оцінили вагу мозку до 738.2 г, що призвело до значення EQ 0.26 (порівняно з 0.54 для сучасного китоподібного, такого як дзьоборил Ziphius cavirostris).